# آرسنوپیریت
آرسنوپیریت (Arsenopyrite)، با فرمول شیمیایی FeAsS یک کانی ترد است و در اثر واکنش با اسید نیتریک، گوگرد آزاد می‌کند. در برابر اشعهٔ X واکنش می‌دهد. آرسنوپیریت با کانی‌های کلوآنتیت، راملسبرژیت، ایولینگیت، اسکوترودیت مشابه‌است.
در این کانی گروهی از فلزات می‌توانند جایگزین عنصر آهن شوند. گروه آرسنیوپیریت شامل کانی‌های نادر زیر است:
- کلینوسافلوریت {\displaystyle (Co,Fe,Ni)AsS}
- گودموندیت {\displaystyle FeSbS}
- گلوکودوت یا الوکلاسیت {\displaystyle (Fe,Co)AsS} یا {\displaystyle (Co,Fe)AsS}
- ایریدارسنیت {\displaystyle (Ir,Ru)AsS}
- اوسارسیت یا روآرسیت {\displaystyle (Os,Ru)AsS} یا {\displaystyle (Ru,Os)AsS}

این کانی به فراوانی در آلمان، اتریش، انگلیس، سوئد، آفریقای جنوبی و آمریکا یافت می‌شود.